# Badredine Bouanani
Badredine Bouanani, né le 8 décembre 2004 à Lille en France, est un footballeur international algérien qui évolue au poste d'ailier droit à l'OGC Nice. Il possède également la nationalité française.

## Biographie

### En club
Né à Lille en France, de parents originaires de Tlemcen. Badredine Bouanani grandit à Ronchin, une ville de la banlieue de Lille. Il joue pour le club local de l'US Ronchin avant d'être repéré à l'âge de six ans par le LOSC Lille, qu'il rejoint et où il fait toute sa formation jusqu'à ses 17 ans. En mai 2022, alors en fin de contrat aspirant avec le LOSC, Bouanani refuse de signer professionnel avec son club formateur et alors qu'il est courtisé par plusieurs clubs il rejoint l'OGC Nice le 7 juillet 2022.
Il joue son premier match en professionnel avec les Aiglons le 7 janvier 2023, lors d'une rencontre de coupe de France contre Le Puy Foot 43 Auvergne. Il entre en jeu à la place de Billal Brahimi et son équipe s'incline par un but à zéro. Il fait sa première apparition en Ligue 1 le 11 janvier 2023, face au Montpellier HSC. Bouanani se distingue ce jour-là en délivrant une passe décisive pour Ross Barkley, participant ainsi à la victoire de Nice (6-1 score final),.
Le 31 janvier 2024, Badredine Bouanani rejoint le FC Lorient sous la forme d'un prêt jusqu'à la fin de la saison.

### En sélection
Badredine Bouanani représente la France en sélection de jeunes. Avec les moins de 18 ans il joue notamment douze matchs et marque trois buts entre 2021 et 2022.
En mars 2023, Bouanani fait le choix de représenter la sélection algérienne. Quelques jours plus tard il est convoqué pour la première fois avec l'équipe nationale d'Algérie par le sélectionneur Djamel Belmadi. Il honore sa première sélection avec l'Algérie le 23 mars 2023 contre le Niger. Il entre en jeu et son équipe s'impose ce jour-là (2-1) , il marque sa première apparition sous les couleurs Algérienne avec une passe décisive pour Ryad Mahrez .

## Statistiques

### En club
| Saison                | Club                  | Championnat           | Championnat | Championnat | Championnat | Coupe(s) nationale(s) | Coupe(s) nationale(s) | Coupe(s) nationale(s) | Compétition(s) continentale(s) | Compétition(s) continentale(s) | Compétition(s) continentale(s) | Compétition(s) continentale(s) | Total | Total | Total |
| Saison                | Club                  | Division              | M.          | B.          | P.d.        | M.                    | B.                    | P.d.                  | Comp.                          | M.                             | B.                             | P.d.                           | M.    | B.    | P.d.  |
| 2022-2023             | OGC Nice              | Ligue 1               | 19          | 0           | 4           | 1                     | 0                     | 0                     | C4                             | 1                              | 0                              | 0                              | 21    | 0     | 4     |
| 2023-2024             | OGC Nice              | Ligue 1               | 7           | 0           | 0           | 1                     | 0                     | 0                     | -                              | -                              | -                              | -                              | 8     | 0     | 0     |
| 2024-2025             | OGC Nice              | Ligue 1               | 26          | 3           | 3           | 3                     | 0                     | 0                     | C3                             | 8                              | 2                              | 0                              | 37    | 5     | 3     |
| 2025-2026             | OGC Nice              | Ligue 1               | 1           | 0           | 0           | -                     | -                     | -                     | C1                             | 2                              | 0                              | 0                              | 3     | 0     | 0     |
| Sous-total            | Sous-total            | Sous-total            | 53          | 3           | 7           | 5                     | 0                     | 0                     | -                              | 11                             | 2                              | 0                              | 69    | 5     | 7     |
| 2023-2024             | FC Lorient (prêt)     | Ligue 1               | 11          | 1           | 0           | -                     | -                     | -                     | -                              | -                              | -                              | -                              | 11    | 1     | 0     |
| Total sur la carrière | Total sur la carrière | Total sur la carrière | 64          | 4           | 7           | 5                     | 0                     | 0                     | -                              | 11                             | 2                              | 0                              | 80    | 6     | 7     |

### En sélection nationale
| Saison                | Sélection             | Phases finales        | Phases finales | Phases finales | Phases finales | Éliminatoires CDM | Éliminatoires CDM | Éliminatoires CDM | Éliminatoires CAN | Éliminatoires CAN | Éliminatoires CAN | Matchs amicaux | Matchs amicaux | Matchs amicaux | Total | Total | Total |
| Saison                | Sélection             | Compétition           | M              | B              | Pd             | M                 | B                 | Pd                | M                 | B                 | Pd                | M              | B              | Pd             | M     | B     | Pd    |
| --------------------- | --------------------- | --------------------- | -------------- | -------------- | -------------- | ----------------- | ----------------- | ----------------- | ----------------- | ----------------- | ----------------- | -------------- | -------------- | -------------- | ----- | ----- | ----- |
| 2022-2023             | Algérie               | -                     | -              | -              | -              | -                 | -                 | -                 | 3                 | 0                 | 1                 | 0              | 0              | 0              | 3     | 0     | 1     |
| 2023-2024             | Algérie               | -                     | -              | -              | -              | -                 | -                 | -                 | 1                 | 0                 | 0                 | 1              | 0              | 0              | 2     | 0     | 0     |
| 2024-2025             | Algérie               | -                     | -              | -              | -              | -                 | -                 | -                 | 0                 | 0                 | 0                 | -              | -              | -              | 0     | 0     | 0     |
| Total sur la carrière | Total sur la carrière | Total sur la carrière | -              | -              | -              | -                 | -                 | -                 | 4                 | 0                 | 1                 | 1              | 0              | 0              | 5     | 0     | 1     |

### Matchs internationaux
Le tableau suivant liste les rencontres de l'équipe d'Algérie dans lesquelles Badredine Bouanani a été sélectionné depuis le 18 juin 2023 jusqu'à présent.

## Palmarès

### Distinctions personnelles
- Élu meilleur espoir de la saison à L'OGC Nice 2022-2023 [16],[17]